# Eosaster nadiae
Eosaster
Genre
Espèce
Eosaster nadiae, unique représentant du genre Eosaster, est une espèce d'étoiles de mer de la famille des Goniasteridae (ordre des Valvatida).

## Habitat et répartition
On trouve cette espèce dans les abysses du Pacifique sud.

## Onomastique
Cette espèce a été nommée par le taxinomiste Christopher L. Mah (d) en l'honneur de Nadia Améziane (d), biologiste française spécialiste des échinodermes.